# 向曙光
向曙光（1964年1月—），男性，汉族，湖南汨罗人，中华人民共和国政治人物。

## 生平
1964年1月，向曙光出生在湖南省湘阴县（现汨罗市新市镇）。1981年，向曙光考取四川大学经济系政治经济学专业，1985年毕业后留校任教。在校期间的1985年4月加入中国共产党。1986年12月，向曙光分配至湖南省经济贸易委员会工作，先后出任省经贸委企业处干部、副主任科员、正科级干部，《湖南企业》杂志社副社长、副主编，省经贸委研究室副主任、综合处处长。2002年9月升任湖南省经贸委（湖南省国资委）副主任。2008年11月，向曙光调任中共郴州市委副书记、宜章县委书记。
2011年9月，向曙光出任湖南省国资委党委书记、副主任。2013年3月，向曙光出任湖南省人民政府副秘书长、办公厅党组成员。2014年6月，向曙光调任中共永州市委副书记、永州市人民政府市长。2015年，他在永州市参加了违反中央八项规定的饭局而遭到免职处分，该饭局导致零陵区发改委副主任李春燕酒精中毒去世。
2016年12月，向曙光再次出任湖南省人民政府副秘书长，办公厅党组成员。2018年10月，向曙光出任新成立的湖南省市场监督管理局局长、党组副书记，2020年8月升任党组书记，9月起兼任中共湖南省委非公有制经济组织和社会组织工作委员会副书记、中共湖南省非公有制经济组织综合委员会书记。2022年11月，兼任湖南省知识产权局局长。2023年1月，改任湖南省政协人口资源环境委员会副主任。